# Harald Stjerne
Harald Sigurd Stjerne, född 30 oktober 1944 i Solna, är en svensk regissör, dramaturg, manusförfattare och professor vid Dramatiska Institutet i Stockholm sedan 1981. Stjerne har tidigare undervisat vid Norska filmskolan i Lillehammer, Danska filmskolan i Köpenhamn, National Film and Television School i London, The London School of Communications samt de lettiska och estniska filminstituten. Hans farfar var den svenske författaren och poeten Oscar Stjerne (Jong på Hea).

## Regi (i urval)

### Film
- 1968 - Film no.1
- 1969 - The Show
- 1970 - Harry, Rosan och Sladden
- 1970 - Stafett
- 1972 - De rödas uppror (teveserie)
- 1975 - A day in October
- 1992 - The Secret
- 1998 - Det går en ängel runt vårt hus

### Teater
- 1981 - Barneys badhotell
- 1989 - Brand

### Radiopjäser
- 1970 - Goethe i Weimar
- 1970 - Molnets broder
- 1975 - Tonight at Birdland
- 1975 - Det brinner i Bronx
- 1977 - Pojkstaden vid Ålands hav
- 1977 - Swimming
- 1978 - Erlandsson och biodlarna
- 1978 - En dag på residenset
- 1980 - Till Skänninge marknad
- 1981 - Svensk höst
- 1981 - Säg, farbror Oscar
- 1983 - Barneys badhotell
- 1984 - Vägen
- 1984 - Udda eller jämt
- 1984 - Ove Andersson
- 1985 - Djungelboken

## Manus (i urval)

### Film
- 1969 - Legionärerna
- 1970 -  Baltutlämningen
- 1973 - De rödas uppror (teveserie)
- 1992 - Familjen
- 1994 - Ängeln

## Pjäser i urval
- 1981 - Stridshästen
- 1983 - Barneys badhotell
- 1985 - Djungelboken
- 1986 - Alice i Underlandet
- 1986 - Blues
- 1989 - Singoalla
- 1989 - Kvartetten som sprängdes
- 1991 - Trägudar
- 1993 - Trio

## Övriga verk
- 1982 - Hackensack, N J (musikal, regi och manus)
- 1983 - Sugar Hill (musikal, regi och manus)
- 1993 - Man of pain (dokumentär, manus)